# Andros, Bahamas
Đảo Andros là một quần đảo trong quần đảo Bahamas, lớn nhất trong số 26 đảo có người tại quần đảo Bahamas. Về địa lý-chính trị, được coi là một hòn đảo duy nhất, Andros có diện tích lớn hơn toàn bộ tổng diện tích của 700 hòn đảo còn lại của Bahamas. Diện tích đất của Andros bao gồm hàng trăm đảo nhỏ, cồn nối với nhau bằng cửa sông và vùng đất ngập mặn đầm lầy thủy triều, cùng với ba hòn đảo Bắc Andros, Mangrove Cay, và Nam Andros. Ba hòn đảo chính được tách ra bằng các "khúc uốn", các cửa sông chia tách ba hòn đảo, kết nối phía đông của hòn đảo và bờ biển phía tây. Nó có kích thước dài 104 dặm (167 km) ở chỗ rộng nhất và rộng 40 dặm (64 km). Trong so sánh, một mình hòn đảo Andros đã rộng bằng bang Delaware tại Hoa Kỳ.